# Црква Светог пророка Илије у Доњој Невљи
Црква Светог пророка Илије у Доњој Невљи, насељеном месту на територији  општине Димитровград, православни је храм који припада Епархији нишкој Српске православне цркве.
Црква посвећена Светом пророку Илији подигнута је 1921. године. Звоно за цркву је даровао Никола Спасић. У порти се налазе неколико оброчних крстова. У близини се налази чудотворни извор па се цело то место у народу назива и „лечилиште”.